# Sólrún Michelsen

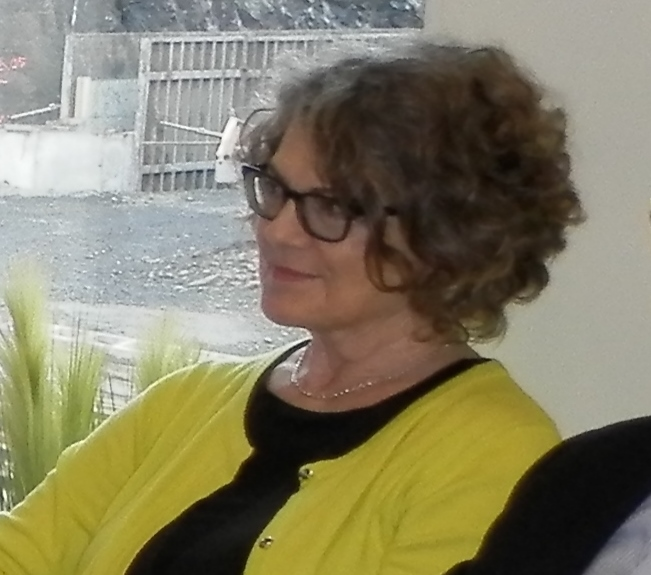
Sólrún Michelsen 2015.

Sólrún Michelsen, född Midjord 1948  i Torshamn, är en färöisk författare.

### Barn- och ungdomslitteratur
- 1994 Argjafrensar - barnbok, 146 sidor[1][2]
- 1996 Útiløgukattar (ungdomsroman), 123 sidor[3]
- 2003 Loppugras (dikter för barn)
- 2006 Óvitar - spökhistorier, publicerade i ungdomsbok om spöken: Spøkilsið sum flenti
- 2013 Torkils Døtur (barnbok)

### Fantasy
- 1999 Hin útvaldi (fantasy)
- 2002 Geislasteinar (fantasy)

### Noveller
- 1996 Øðrvísi stuttsøga - (novell) publicerad i Birting
- 2000 Maya (novell) - Birting
- 2002 Angi av deyða (novell), publicerad i Birting
- 2004 Maðurin úr Grauballe (novell) - publicerad i Birting
- 2006 Summi renna í stuttum brókum (novell) i Vencil 1
- 2007 Gjøgnum skygnið - novell, publicerad i Vencil 3
- 2009 Hin blái eingilin (novell) i Vencil 6
- 2011 Rottan (noveller)

### Romaner
- 2007 Tema við slankum (roman)
- 2009 At danse med virkeligheden (översatt till danska: Kirsten Brix)
- 2013 Hinumegin er mars[4]

### Dikt
- 1998 Mítt gamla land (dikt) - utgiven i det litterära magasinet Birting
- 2000 Oyggjarnar (kantat)
- 2003 Við vindeygað (dikt) - Birting
- 2009 Kantatusálmur - i Vencil 7
- 2009 Í opnu hurðini (diktsamling)

### Publicerat i Mín jólabók och Vencil
- 1992 Jól hjá Onnu og Jákupi – i Mín jólabók (Min julbok)
- 1997 Emma – i Mín jólabók
- 1998 Tann fyrsta flykran och Eg kenni eina vættur - i Mín jólabók
- 1999 Barnajól och Magga - i Mín jólabók
- 2000 Gásasteggin, Postboð - i Mín jólabók
- 2001 Fuglakongurin och Hinumegin vindeyga i Mín jólabók
- 2003 Tann fyrsta flykran fall í dag och Ein dag eg lá á bønum - i Mín jólabók
- 2005 Sápubløðran i Mín jólabók
- 2006 Summi renna í stuttum brókum i Vencil 1
- 2007 Jólagávan i Mín jólabók

## Priser och utmärkelser
- 2002 - Barnamentanarheiðursløn Tórshavnar býráðs[5]
- 2004 - Nominerad till Västnordiska rådets Barn- och Ungdomslitteraturpriset för diktsamlingen Loppugras
- 2008 - M. A. Jacobsens priset (Färöarna litteraturpris) [6]